# Martin Faßbender
Martin Faßbender (* 24. März 1856 in 

Martin Faßbender

Steinenbrück; † 29. Dezember 1943) war ein deutscher landwirtschaftlicher Interessenvertreter, Professor für Genossenschaftswesen, katholischer Publizist und Abgeordneter der Zentrumspartei.

## Ausbildung
Faßbender besuchte das Gymnasium in Koblenz und begann sein Studium als Priesteramtskandidat. Anschließend studierte er in Bonn Philosophie, Nationalökonomie und Landwirtschaft und promovierte danach in Leipzig. In der Folge machte er zahlreiche Reisen durch Deutschland und Österreich.
1880 trat er ins Genossenschaftswesen ein und war Angestellter von Friedrich Wilhelm Raiffeisen. Er wohnte im Haus der Familie Raiffeisen und plante die älteste Tochter Amalie zu heiraten. Dieser wurde das von ihrem Vater untersagt und es ist zu vermuten, dass er deshalb die Anstellung nach zwei Jahren offiziell in beiderseitigem Einvernehmen beendete. Es gab allerdings nicht zu überbrückende Differenzen mit Raiffeisen über die weitere Ausrichtung der Genossenschaften. Während Faßbender sie nach unternehmerischen Grundsätzen führen wollte, plante Friedrich Wilhelm Raiffeisen um diese Zeit, sie als christliche caritative Organisation oder sogar als Bruderorden fort zu führen.

## Landwirtschaftliche und genossenschaftliche Organisationen
Später war Faßbender Generalsekretär des Westfälischen Bauernvereins, danach zweiter Direktor der AG Landwirtschaftliche Zentraldarlehenskasse für Deutschland. In der Folgezeit war Faßbender Verbandsdirektor des Verbandes ländlicher Genossenschaften in der Rheinprovinz.

## Hochschullehrer
Ab 1899 war Faßbender Dozent der landwirtschaftlichen Akademie Bonn-Poppelsdorf. In den Jahren 1899 bis 1901 war er Ausschussmitglied der Zentralgenossenschaftskasse. Zwischen 1906 und 1915 war er Professor für Handelskunde und Genossenschaftswesen an Landwirtschaftlichen Hochschule in Berlin. Außerdem war er Mitglied im Beirat der Zentralstelle für Volkswohlfahrt.

## Publizist
Faßbender war Autor verschiedener Monographien und zahlreicher Artikel zur Agrarpolitik, Genossenschaftswesen, ländliche Wohlfahrtspflege und ähnliche Themen. Er war Mitbegründer und Mitherausgeber der bevölkerungspolitischen Zeitschrift Das kommende Geschlecht. Ab 1904 schrieb Faßbender die Tageszeitung Der Tag vor allem zu aktuellen Themen des Katholizismus. In Teilen der Öffentlichkeit führte ein Artikel im Jahr 1907 in dem katholischen Integralismus nahestehenden Blatt Corrispondenza Romana zu Kritik. Darüber hinaus schrieb er für die katholischen Zeitschriften Hochland und Allgemeine Rundschau. Außerdem engagierte er sich für das katholische Vereinswesen und war Vorsitzender des Caritasverbandes Berlin.
Er schrieb die erste Biografie über Friedrich Wilhelm Raiffeisen.

## Politische Mandate
Politisch gehörte Faßbender der Zentrumspartei an. Von 1903 bis 1918 war er Mitglied des Preußischen Abgeordnetenhauses und von 1907 und 1918 als Abgeordneter für den Wahlkreis Köln 3 (Bergheim – Euskirchen) Mitglied des Reichstages. Danach war er von 1919 bis 1921 Mitglied der Verfassungsgebenden Preußischen Landesversammlung und anschließend bis 1932 Mitglied des Preußischen Landtages.

## Sonstiges
Er war seit 1908 Ehrenmitglied der katholischen Studentenverbindung KDStV Germania Berlin im CV.

## Werke
- Erziehungsfragen der Anstaltsernährung, Berlin,F. Vahlen, 1930
- Vom Strandgut des Lebens und seiner Bergung : Gedanken über religiöses Gemeinschaftsleben für gestrandete Menschen, wirtschaftliche Fürsorge, erzieherische Maßnahmen, Leutesdorf am Rhein, Verlag des Johannesbundes, 1929 (2. erweiterte Auflage)
- Ernährungskunst als Lebenskunst im Sinne von Ethik u. Hygiene : Gedanken, Erfahrungen, Ratschläge, Stuttgart, Hippokrates-Verlag, 1928 (2. erweiterte Auflage)
- Wissen-Wollen-Können in der wirtschaftlichen Anstaltsverwaltung : Ziel und Eigenart des Wirtschaftsbundes gemeinnützigen Wohlfahrtseinrichtgen Deutschlands einer G.m.b.H, Berlin,F. Vahlen, 1928
- Ernährungskunst als Lebenskunst im Sinne von Ethik u. Hygiene : Gedanken, Erfahrungen und Ratschläge, Stuttgart, Hippokrates-Verlag, 1927
- Abiturium? : Gedanken über die Entbehrlichkeit einer Reifeprüfung an höheren Lehranstalten, Radeburg bei Dresden, Dr. Madaus & Co., 1926
- mit Reinhold Seeberg und Wilhelm Kahl: Der Weg zur Volksgesundung : Reichstagskundgebung der Arbeitsgemeinschaft für Volksgesundung am 2. Mai 1926, Berlin, Arbeitsgemeinschaft für Volksgesundung, 1926
- Hochschul-Lehrstühle für Homöetherapie, Leipzig, Dr. W. Schwabe, 1926
- Jugendrecht, Jugendschutz und Jugendwohlfahrt in der deutschen Gesetzgebung, Berlin, Dümmler, 1925
- Katholischer Salutismus? : Gedanken über Ausgestaltung des Laienapostolates, Leutesdorf am Rhein, Verlag des Johannesbundes, 1924
- Wollen, eine königliche Kunst : Gedanken über Ziel und Methode der Willensbildung und Selbsterziehung, Freiburg im Breisgau, Herder & Co., 1916-1923, (8-12 Tausend Stück, mehrere Auflagen)
- Revolution und Kultur : ein Aufruf zum Kampfe für die christlichen Lebensideale, Berlin, Germania, 1919
- Westdeutschland- los von Preussen? : Allgemeine Betrachtung ; Umschau – Rückschau – Ausschau, Berlin, Germania, 1919
- Krieg und Lebensreform, München-Gladbach, Sekretariat Sozialer Studentenarbeit, um 1915
- So sollt ihr leben in der Kriegszeit! : Ein Wort über zeitgemässe Volksernährung, Freiburg im Breisgau, Herder & Co., 1915
- Laienapostolat und Volkspflege auf Grundlage der christlichen Charitas, Freiburg im Breisgau, Charitasverband für das katholische Deutschland, 1906
- F. W. Raiffeisen in seinem Leben, Denken und Wirken, Berlin, 1902
- Die Bauernvereine und die Lage der Landwirtschaft, Paderborn, 1888
- Die Rettung des Bauernstandes aus den Händen des Wuchers, Münster, 1886